# دبین، مرجعیون
دبین (به عربی: دبين) یک منطقهٔ مسکونی در لبنان است که در شهرستان مرجعیون واقع شده‌است.
 دبین   ۶۵۰ متر بالاتر از سطح دریا واقع شده‌است.